# Hello I Am... And You?
Hello I Am...And You? es el álbum debut de la cantante estadounidense Macy Kate lanzado el 3 de enero de 2013 atravesar de Syco Music & VM Records.
El álbum salió a la venta el 3 de enero de 2013 a través de Sony Music y VM Records. El álbum debutó en la posición número 30 en el Billboard 200 y 21 en el Digital Álbum, el álbum obtuvo certificaciones de Oro en las primeras 2 semanas, el álbum vendió 11.81 copias, para marzo de 2013 el álbum vendía 62.537 de Copias.

## Lista de canciones
| N.º | Título                           | Duración |  |
| 1.  | «Over Overthinking You»          | 3:03     |  |
| 2.  | «Goodbye»                        | 2:40     |  |
| 3.  | «Blonde»                         | 3:50     |  |
| 4.  | «Boyfriend»                      | 3:32     |  |
| 5.  | «The Way I love you Baby»        | 3:57     |  |
| 6.  | «A Day With My B.F»              | 3:19     |  |
| 7.  | «Good»                           | 4:32     |  |
| 8.  | «Party in The Usa (Miley Cyrus)» | 2:44     |  |
| 9.  | «Ready Or Not (Bridgit Mendler)» | 3:51     |  |
| 10. | «Don't Forget (Demi Lovato)»     | 3:45     |  |
| 11. | «Firework (Katy Perry)»          | 3:50     |  |

## Listas
| Billboard     | Posición |
| ------------- | -------- |
| Billboard 200 | 30       |
| Digital Álbum | 21       |